# Lilium occidentale
Lilium occidentale ist eine Art aus der Gattung der Lilien (Lilium) in der amerikanischen Sektion. Lilium occidentale ist selten und nie zum Züchten von Hybriden herangezogen worden, wenngleich ihre Farbgebung ungewöhnlich und schön ist.

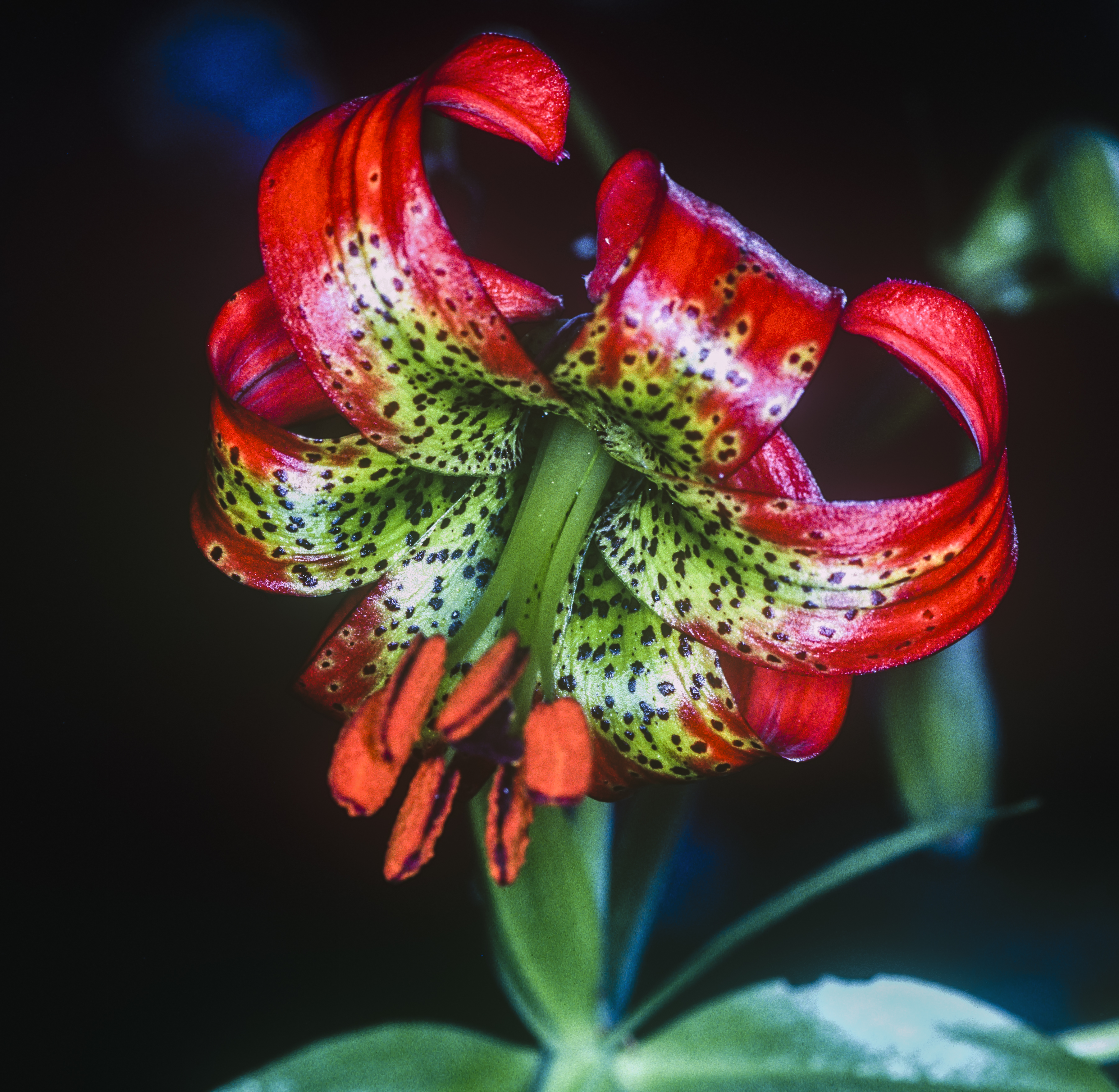
Blüte

## Beschreibung
Lilium occidentale erreicht eine Wuchshöhe von 60 bis 180 cm. Die Zwiebeln sind klein, rundlich und erreichen einen Durchmesser von etwa 4 cm; sie sind mit weißen Schuppen überzogen und bilden Rhizome aus.
Der Stängel ist hart und gerade. Die Laubblätter sind schmal und lanzettförmig, bis zu 26 cm lang und bis zu 3 cm breit. Sie sind in ein bis neun Wirteln aus drei bis neunzehn Blättern angeordnet.
Die Pflanze blüht von Juni bis August mit 1 bis 15 in einer Rispe nickender Blüten mit glänzender Textur. Die zwittrigen Blüten sind dreizählig. Die sechs gleichgestalteten Blütenhüllblätter (Tepalen) sind stark zurückgebogen (Türkenbundform) und 4 bis 8 cm lang. Die Grundfarbe der Blüten ist grünlich, der Schlund ist orange bis orange-rot gefärbt mit dunklen braunen Punkten. Die Spitzen der Tepalen sind ziegelrot und an der Außenseite grün überlaufen. In jeder Blüte gibt es drei Fruchtblätter und sechs Staubblätter. Die Antheren sind braun, die Pollen sind orange und die Filamente sind hellgrün, die Nektarien dunkel.
Die Samen reifen in 2 bis 5 cm großen Samenkapseln und keimen verzögert-hypogäisch.

## Verbreitung
Die Heimat der Art liegt in den westlichen USA in einem schmalen Küstenstreifen von der Humboldt Bay (Kalifornien) bis zur Coos Bay in Oregon. Sie findet sich nie weiter als sechs Kilometer von der Küste entfernt.
Lilium occidentale ist sehr selten und steht unter Naturschutz (Fish and Wildlife Service 1998).
Lilium occidentale braucht einen feuchten Boden; sie wächst am besten auf nassen Wiesen oder feuchten Stellen an Waldrändern.

## Taxonomie
Lilium occidentale wurde 1897 von Carlton Elmer Purdy in Erythea; a Journal of Botany, West American and General Band 5, Teil 10, Seite 103–104 erstbeschrieben. Sie wurde „occidentalis“ = „westlich“ genannt, weil sie die westlichste Lilie in Nordamerika ist. Ihr Name ist als „occidentale“ und nicht „occidentalis“ (wie im Original) zu schreiben, da die Epitheta sich nach dem Geschlecht (neutrum) des Gattungsnamens (Lilium) richten müssen.

## Verwendung
Die Karok-Indianer aßen die Zwiebeln der Lilie, nachdem sie in einem Erdofen gebacken wurden, als Spezialität.